# Digama piepersiana
Digama piepersiana är en fjärilsart som beskrevs av Pieter Cornelius Tobias Snellen 1879. Digama piepersiana ingår i släktet Digama och familjen björnspinnare. Inga underarter finns listade i Catalogue of Life.